# Aad Knikman
Aad Knikman (Dordrecht, 21 augustus 1947) was van 1966 tot 1969 redacteur van Tussen Kop en Staart, personeelsblad van het Gemeentelijk Electriciteitsbedrijf (later Gemeentelijk Energiebedrijf) in Dordrecht. In december 1969 trad hij toe tot de redactie van Logboek (Steenkolen-Handelsvereeniging, Utrecht). In 1974 trad hij in dienst van de Verenigde Bedrijven Nutricia, waar hij de eindredactie voerde van het personeelsblad Nutricia Nieuws. Twee jaar later, in 1976, werd hij eindredacteur van Spreek'buis, blad voor omroepmedewerkers, wat betekende dat hij in dienst trad van de Nederlandse Omroep Stichting (NOS). In 1985 verruilde hij deze baan voor het hoofdredacteurschap van het Nederlandsch Maandblad voor Philatelie (later: Maandblad Philatelie en nog later Filatelie). Op 1 augustus 2009 legde hij deze functie neer.
Knikman was onder meer voorzitter van de Stichting Vakopleiding Bedrijfsjournalistiek (SVB), lid van het bestuur van de Vereniging van Bedrijfsjournalisten in Nederland (VBN) en lid van de redactie van De Bedrijfsjournalist. Voor zijn werk in deze organisaties ontving hij in 1985 het Diploma of Honour van de Federation of European Industrial Editors Associations (FEIEA). Hij was vanaf 1999 perssecretaris van de Association Internationale des Journalistes Philatéliques (AIJP), van welke organisatie hij in 2003 vicevoorzitter werd.
In 2012 publiceerde Knikman het boek (It's) The Game of the Name, waarin hij de herkomst van bijna duizend bandnamen verklaart. In hetzelfde jaar verscheen ook Love Me Do - de Beatles halverwege, waarin de totstandkoming van de eerste Parlophone-single van de Beatles (het plaatje werd in 1962 uitgebracht) uitvoerig wordt beschreven.
Aad Knikman is getrouwd en heeft drie kinderen.